# Paolo Pittino
Paolo Pittino (Clichy, 2 febbraio 1968) è un ex canottiere italiano.

## Biografia
Inizia l'attività agonistica presso il Club Lago d'Orta, per poi passare al Corpo Forestale dello Stato.
Nel 1990 vince il primo titolo mondiale in Nuova Zelanda, nel quattro di coppia pesi leggeri con Massimo Guglielmi, Massimo Lana e Francesco Esposito. Dopo due anni senza medaglie, nel 1993 conquista la medaglia di bronzo ai campionati del mondo nel due di coppia pesi leggeri, assieme a Francesco Esposito.
Nel 1994 ritorna alla specialità del quattro di coppia pesi leggeri. Ai mondiali dello stesso anno vince la medaglia d'argento con Enrico Gandola, Ivano Zasio e Massimo Guglielmi, mentre l'anno successivo conquista il bronzo assieme a Lorenzo Bertini, Franco Sancassani e Massimo Guglielmi. Nel 1996, in Scozia, lo stesso equipaggio conquista il titolo mondiale. Stesso risultato ripetuto in Francia nel 1997 con Stefano Basalini al posto di Bertini. 
Nel 1998 ai Mondiali a Colonia conquista l'oro, sempre nella specialità del quattro di coppia pesi leggeri, con Franco Sancassani, Lorenzo Bertini ed Elia Luini.
Nel 1999 compone il due senza italiano ai Mondiali di St.Catherines assieme a Stefano Basalini, vincendo la medaglia d'oro.

## Palmarès
- Campionati del mondo di canottaggio

1990 - Lake Barrington: oro nel 4 di coppia pesi leggeri.
1993 - Račice: bronzo nel 2 di coppia pesi leggeri.
1994 - Indianapolis: argento nel 4 di coppia pesi leggeri.
1995 - Tampere: bronzo nel 4 di coppia pesi leggeri.
1996 - Motherwell: oro nel 4 di coppia pesi leggeri.
1997 - Lago di Aiguebelette: oro nel 4 di coppia pesi leggeri.
1998 - Colonia: oro nel 4 di coppia pesi leggeri.
1999 - St. Catharines: oro nel 2 senza pesi leggeri.